# 伊丽莎白·巴雷特·勃朗宁
伊丽莎白·巴雷特·勃朗宁（英語：Elizabeth Barrett Browning，1806年3月6日—1861年6月29日）是英国维多利亚时代最受人尊敬的诗人之一。

## 生平
伊丽莎白·勃朗宁在英格兰的赫普恩德（Hope End）度过她的童年。巴雷特家族从伊丽莎白的父亲爱德华·巴雷特所继承的牙买加糖料农场那里积累了一笔相当可观的财富。她的父亲在幼年時从牙买加移民到英格兰。她的父母一共有12个孩子（伊丽莎白是年纪最大的）。伊丽莎白在家中接受教育，而她的渊博的希腊语知识有一部分得益于她早年和住在邻居的失明学者休·斯图尔特·伯伊德（Hugh Stuart Boyd）之间的友情。她上过她弟弟导师的课程，因此在那一个年代，她是一位受过良好教育的女孩。在伯伊德的倡议下，她翻译了埃斯库罗斯的“被缚的普罗米修斯”（1833年出版）
伊丽莎白在十几岁时得了肺病，也许是肺结核，这只是猜测因为真实的病源不明。在接下来的日子里，她的家人把她看作需要被人照料的病弱者。伊丽莎白的第一首有记载的诗歌是在6岁或者8岁时写的（手稿现存放在纽约公共图书馆里，具体的日期无法确定，因为日期1812年中的2写在被刮去的什么东西上面）。一首长篇的以“马拉松之战”（The Battle of Marathon）为标题的荷马风格诗歌在她14岁时出版，她的父亲承担了一切费用。1826年她出版了她的第一本诗集《〈論心智〉及其它诗作》（An Essay on Mind and Other Poems）。
奴隶制的废除减少了巴雷特的财源。巴雷特全家在她的父亲卖掉地产后搬了迁，先是到西德茅斯，后来又搬去伦敦。伊丽莎白到了伦敦后继续创作，为不同的期刊写稿。
1840年，她的弟弟爱德华之死（在一次帆船事故中遇难）给她原本就健康不佳的身体状况造成严重的影响。在未来的几年里她几乎没有离开过卧室。后来她的身体有所好转。1841年出版的“孩子们的哭声”（The Cry of the Children）大大提升了她的名气。在同一时期她也为理查德·亨利·霍恩（Richard Henry Horne）的“纪元的新精神”（New Spirit of the Age）写一些散文。1844年她出版了两卷诗歌，其中包括“一出流亡的戏剧”（A Drama of Exile），“诗人的想像”（Vision of Poets）和“杰拉丁女士的求婚”（Lady Geraldine's Courtship）。
1845年她第一次遇见了她未来的丈夫罗伯特·勃朗宁。罗伯特在她出版诗集后曾写信给她。由于她的健康因素和她父亲对其子女婚礼不寻常的反对，他们的婚礼在圣玛丽莱本牧区教堂（St Marylebone Parish Church）秘密举行。婚后她陪着丈夫去了亚平宁半岛，意大利就这样成了她的家直到她去世为止。
她在43岁时产下一子，取名为罗伯特·魏德曼·巴雷特·勃朗宁（Robert Wiedemann Barrett Browning）。勃朗宁夫妇到了佛罗伦萨定居，在那里她写下了“加萨古伊迪之窗” （Casa Guidi Windows，1851年） （‘Casa Guidi’是勃郎宁夫妇居所的名字），灵感来自于托斯卡纳人争取自由的斗争。许多人认为这是她最好的作品。在佛罗伦萨她和两位英国出身的诗人伊莎贝拉·布拉登（Isabella Blagden）和西尔多西亚·加罗（Theodosia Trollope Garrow）成了密友。
她最流行的长篇诗歌“奥萝拉·莉”（Aurora Leigh） 诞生于1856年。
1860年她出版了一小卷以“议会前的诗篇”（Poems before Congress）为题的政治诗篇。不久她的健康随之恶化，并逐渐失去精力。她于1861年6月29日与世长辞，下葬在佛罗伦萨。

## 文学成就

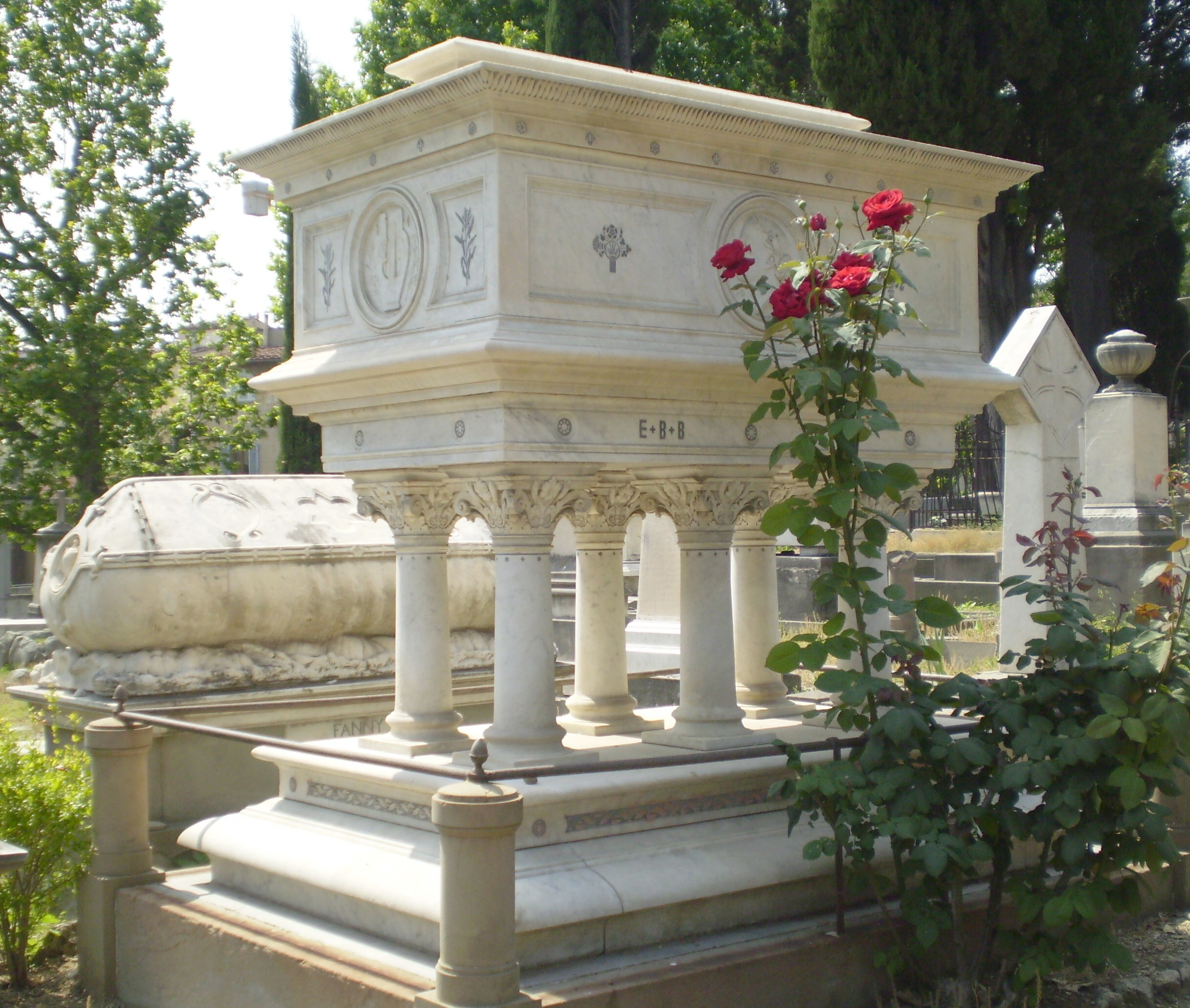
伊丽莎白·勃朗宁之墓

勃朗宁被公认为是英国最伟大的诗人之一。她的作品涉及广泛的议题和思想。她是一位博学，深思熟虑的人。影响了许多同一时期的人物，包括罗伯特·勃朗宁。 
她最著名的作品是《葡語十四行诗集》（Sonnets from the Portuguese）。
勃朗宁不仅能写出美妙动人的《葡語十四行诗集》，她更是一位创作史诗作品的先知性诗人。她写下“加萨古伊迪之窗”支持意大利的统一运动（Risorgimento），如同拜伦支持希腊的解放一样。她写下“奥萝拉·莉”，共有9本。她把“奥萝拉·莉”设定在佛罗伦萨，英格兰和巴黎。把她童年时代学到的关于希伯来语圣经，荷马，埃斯库罗斯，索福克勒斯，阿普列乌斯，但丁，斯达尔夫人，乔治·桑的知识应用在作品中。
意大利政府和佛罗伦萨市议会在勃朗宁夫妇居住15年的位于佛罗伦萨的故居举行庆典并立下纪念牌匾。她的墓碑为英国画家和雕刻家弗雷德里克·莱顿所设计。2006年，佛罗伦萨市议会在勃朗宁的墓前放置一个桂冠花环以纪念她诞辰200周年。

## 其它
阿加莎·克里斯蒂在她的小说《神秘的别墅》（Sleeping Murder）中以‘温普勒街的巴雷特先生’（Mr. Barrett of Wimpole Street）提到伊丽莎白·勃朗宁的父亲。